# Ceracis bifurcus
Ceracis bifurcus là một loài bọ cánh cứng trong họ Ciidae. Loài này được Gorham miêu tả khoa học năm 1898.